# 프란시스코 호세 카마라사
프란시스코 '파코' 호세 카마라사 카스테야르(스페인어: Francisco 'Paco' José Camarasa Castellar, 1967년 9월 27일, 스페인 라펠부뇰 ~ )는 스페인의 축구 선수였다. 주 포지션은 중앙 수비수였다.
프란시스코 호세 카마라사는 1987년 발렌시아 CF에 입단한 후 줄곧 한 팀에서만 뛰며, 통산 267경기에 나와 7골을 넣었다. 1999년에는 코파 델 레이와 수페르코파 데 에스파냐에서 우승하기도 하였다. 스페인 축구 국가대표팀 선수로 14경기에 출전하였으며, 2000년 6월 은퇴하였다.

## 같이 보기
- 원클럽맨 명단

## 참조
1. ↑  Players - Profile of Camarasa (Francisco José Camarasa Castellar)